# 巻き尾

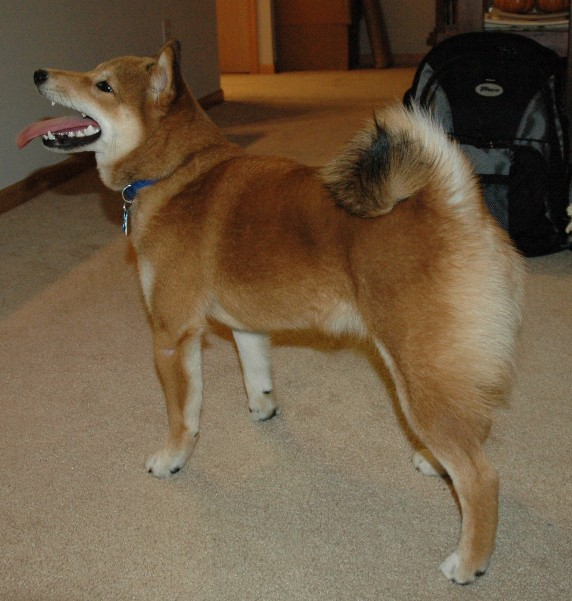
巻き尾の柴犬

巻き尾（まきお）は、犬の尾の形状の一種で、カタツムリの貝殻のようにくるりと巻かれた形状をした尾のこと。付け根は太く、先は細い。
ほとんどの日本犬はこの巻き尾であり、日本人と馴染みは深い。巻き尾は飼育され、家畜化される過程で狼のように本来ピンと立っていた尾が、筋力の低下で生じた形状とされ、豚の尾も同様の経緯で生じている。